# Hypocrita phanoptoides
Hypocrita phanoptoides là một loài bướm đêm thuộc phân họ Arctiinae, họ Erebidae.